# Рыжеватая пищуха
Рыжеватая пищуха (Ochotona rufescens) — млекопитающее рода пищух семейства пищуховых отряда зайцеобразных. Обитает в Афганистане, Иране, Пакистане и Туркменистане. В Красной книге МСОП этому таксону присвоен охранный статус «Вызывающие наименьшие опасения».

## Таксономия
Рыжеватая пищуха была впервые описана Джоном Эдвардом Греем в 1842 году, причем местность, где добыт типовой экземпляр была «Индия, Кабул, Скалистые холмы около Бейкерской гробницы на высоте около 1829 или 2438 м над уровнем моря» (вероятно, подразумевался афганский город Кабул). Известно три подвида, Ochotona r. rufescens, Ochotona r. regina и Ochotona r. shukurovoi.

## Внешний вид и строение
Рыжеватая пищуха — представитель зайцеобразных, маленькое млекопитающее, родственное кроликам и зайцам. Она имеет небольшую голову с закругленными ушами и короткие, покрытые густой шерстью конечности. Мех красновато-коричневый с кремовым воротником вокруг шеи и более бледной нижней стороной тела.

## Распространение и места обитания
Обитает в горных районах Афганистана, Ирана, Пакистана и юго-западного Туркменистана на высотах от 1900 до 3500 метров. Вид встречается в скалистых пустынных местообитаниях, где растительный покров редкий и покрывает менее 60 % почвы, а также в можжевеловых лесах.

## Поведение
Рыжеватая пищуха живет в сложных подземных норах. Активна круглосуточно, с пиком активности, приходящимся на утро. Он питается растительным материалом, включая эфедру, полынь и чертополох. Некоторые стебли и листья разрезаются по длине и высушиваются на открытом воздухе перед хранением в норе. Сезон размножения длится с марта по сентябрь, за сезон у самки может быть пять выводков, в среднем шесть детёнышей в каждом. Зверьки, рожденные в начале сезона, созревают достаточно быстро, чтобы впервые дать потомство в том же году.

## Охранный статус
Имеет большой ареал, и устойчивую численность. Хотя она, как правило, живет в скалистой полупустынной местности, способна приспособиться к жизни на краю возделываемых земель, в садах и даже в полевых стенах и стенах домов, сделанных из глины. В некоторых регионах она считается вредителем, поскольку питается сельскохозяйственными культурами и наносит ущерб коре фруктовых деревьев, и в этих районах её преследуют люди. В Красной книге МСОП этому таксону присвоен охранный статус «Вызывающие наименьшие опасения», но изолированные популяции на Малом Балханском хребте могут оказаться под угрозой. Рыжеватая пищуха была приручена и использовалось в лабораторных исследованиях, особенно во Франции и Японии.